# Ittenheim
Ittenheim – miejscowość i gmina w departamencie Dolny Ren, w regionie Grand Est, we Francji.
Według danych z roku 1990 gminę zamieszkiwały 1594 osoby, 238 os./km².